# Seznam medailistek na mistrovství čtyř kontinentů v rychlobruslení
Mistrovství čtyř kontinentů v rychlobruslení vzniklo v roce 2020 jakožto soutěž pro neevropské rychlobruslaře. Ženy závodí na tratích 500 m, 1000 m, 1500 m, 3000 m, v závodě s hromadným startem, v týmovém sprintu a ve stíhacím závodě družstev.

## Medailistky

### 500 metrů
| Rok  | Místo                            | Zlato                            | Stříbro                          | Bronz                            |
| ---- | -------------------------------- | -------------------------------- | -------------------------------- | -------------------------------- |
| 2020 | Milwaukee                        | Kim Min-son                      | Brooklyn McDougallová            | Kim Hjon-jong                    |
| 2021 | zrušeno kvůli pandemii covidu-19 | zrušeno kvůli pandemii covidu-19 | zrušeno kvůli pandemii covidu-19 | zrušeno kvůli pandemii covidu-19 |
| 2022 | Calgary                          | Jekatěrina Ajdovová              | Chuang Jü-tching                 | Maria Victoria Rodriguezová      |
| 2023 | Québec                           | Kim Min-son                      | Konami Sogaová                   | Jukino Jošidová                  |

### 1000 metrů
| Rok  | Místo                            | Zlato                            | Stříbro                          | Bronz                            |
| ---- | -------------------------------- | -------------------------------- | -------------------------------- | -------------------------------- |
| 2020 | Milwaukee                        | Brianna Bocoxová                 | Rio Jamadaová                    | Mia Kilburgová-Manganellová      |
| 2021 | zrušeno kvůli pandemii covidu-19 | zrušeno kvůli pandemii covidu-19 | zrušeno kvůli pandemii covidu-19 | zrušeno kvůli pandemii covidu-19 |
| 2022 | Calgary                          | Chuang Jü-tching                 | Jekatěrina Ajdovová              | Kali Christová                   |
| 2023 | Québec                           | Kim Min-son                      | Jekatěrina Ajdovová              | Béatrice Lamarcheová             |

### 1500 metrů
| Rok  | Místo                            | Zlato                            | Stříbro                          | Bronz                            |
| ---- | -------------------------------- | -------------------------------- | -------------------------------- | -------------------------------- |
| 2020 | Milwaukee                        | Brianna Bocoxová                 | Naděžda Morozovová               | Pak Či-u                         |
| 2021 | zrušeno kvůli pandemii covidu-19 | zrušeno kvůli pandemii covidu-19 | zrušeno kvůli pandemii covidu-19 | zrušeno kvůli pandemii covidu-19 |
| 2022 | Calgary                          | Kali Christová                   | Sarah Warrenová                  | Jamie Juraková                   |
| 2023 | Québec                           | Naděžda Morozovová               | Jekatěrina Ajdovová              | Alison Desmaraisová              |

### 3000 metrů
| Rok  | Místo                            | Zlato                            | Stříbro                          | Bronz                            |
| ---- | -------------------------------- | -------------------------------- | -------------------------------- | -------------------------------- |
| 2020 | Milwaukee                        | Mia Kilburgová-Manganellová      | Naděžda Morozovová               | Nana Takahašiová                 |
| 2021 | zrušeno kvůli pandemii covidu-19 | zrušeno kvůli pandemii covidu-19 | zrušeno kvůli pandemii covidu-19 | zrušeno kvůli pandemii covidu-19 |
| 2022 | Calgary                          | Jamie Juraková                   | Laura Hallová                    | Pak Čche-won                     |
| 2023 | Québec                           | Valérie Maltaisová               | Naděžda Morozovová               | Béatrice Lamarcheová             |

### Závod s hromadným startem
| Rok  | Místo                            | Zlato                            | Stříbro                          | Bronz                            |
| ---- | -------------------------------- | -------------------------------- | -------------------------------- | -------------------------------- |
| 2020 | Milwaukee                        | Mia Kilburgová-Manganellová      | Kim Po-rum                       | Pak Či-u                         |
| 2021 | zrušeno kvůli pandemii covidu-19 | zrušeno kvůli pandemii covidu-19 | zrušeno kvůli pandemii covidu-19 | zrušeno kvůli pandemii covidu-19 |
| 2022 | Calgary                          | Pak Čche-won                     | Jamie Juraková                   | Dessie Weigelová                 |
| 2023 | Québec                           | Valérie Maltaisová               | Jang Pin-jü                      | Pak Či-u                         |

### Týmový sprint
| Rok  | Místo                            | Zlato                                                              | Stříbro                                              | Bronz                                                                      |
| ---- | -------------------------------- | ------------------------------------------------------------------ | ---------------------------------------------------- | -------------------------------------------------------------------------- |
| 2020 | Milwaukee                        | Kanada Noemie Fisetová, Brooklyn McDougallová, Maddison Pearmanová | Jižní Korea Kim Hjon-jong, Kim Min-či, Kim Min-son   | Čína Čang Li-na, Pchej Čchung, Čchen Siang-jü                              |
| 2021 | zrušeno kvůli pandemii covidu-19 | zrušeno kvůli pandemii covidu-19                                   | zrušeno kvůli pandemii covidu-19                     | zrušeno kvůli pandemii covidu-19                                           |
| 2022 | Calgary                          | USA McKenzie Browneová, Chrysta Randsová, Sarah Warrenová          | Jižní Korea Pak Čche-un, I Na-hjon, Kim Min-či       | Kanada Carolina Hillerová, Lindsey Kentová, Kali Christová                 |
| 2023 | Québec                           | Čína Čang Li-na, Pchej Čchung, Jang Pin-jü                         | USA Chrysta Randsová, Anna Quinnová, Sarah Warrenová | Kanada Rose Lalibertéová-Royová, Alison Desmaraisová, Abigail McCluskeyová |

### Stíhací závod družstev
| Rok  | Místo                            | Zlato                                                                    | Stříbro                                                     | Bronz                                              |
| ---- | -------------------------------- | ------------------------------------------------------------------------ | ----------------------------------------------------------- | -------------------------------------------------- |
| 2020 | Milwaukee                        | USA Mia Kilburgová-Manganellová, Brianna Bocoxová, Paige Schwartzburgová | Kanada Lindsey Kentová, Alexa Scottová, Maddison Pearmanová | Čína Ahena Er Adake, Čchen Siang-jü, Ma Jü-chan    |
| 2021 | zrušeno kvůli pandemii covidu-19 | zrušeno kvůli pandemii covidu-19                                         | zrušeno kvůli pandemii covidu-19                            | zrušeno kvůli pandemii covidu-19                   |
| 2022 | Calgary                          | USA Giorgia Birkelandová, Jamie Juraková, Dessie Weigelová               | Kanada Kali Christová, Laura Hallová, Lindsey Kentová       | Jižní Korea Kim Min-so, Pak Čche-won, Pak Čche-un  |
| 2023 | Québec                           | Kanada Béatrice Lamarcheová, Maddison Pearmanová, Valérie Maltaisová     | Čína Čchen Siang-jü, Li Le-ming, Jang Pin-jü                | Jižní Korea Hwang Hjon-son, Pak Čche-won, Pak Či-u |

## Medailové pořadí závodnic
Aktualizováno po M4K 2023.
Poznámka: V tabulce jsou zařazeny pouze závodnice, které získaly nejméně dvě zlaté medaile.
| Pořadí | Jméno                       | Zlato | Stříbro | Bronz | Celkem |
| ------ | --------------------------- | ----- | ------- | ----- | ------ |
| 1.     | Kim Min-son                 | 3     | 1       | 0     | 4      |
| 2.     | Mia Kilburgová-Manganellová | 3     | 0       | 1     | 4      |
| 3.     | Brianna Bocoxová            | 3     | 0       | 0     | 3      |
| 3.     | Valérie Maltaisová          | 3     | 0       | 0     | 3      |
| 5.     | Jamie Juraková              | 2     | 1       | 1     | 4      |
| 6.     | Maddison Pearmanová         | 2     | 1       | 0     | 3      |

## Medailové pořadí zemí
Aktualizováno po M4K 2023.
| Pořadí | Země        | Zlato | Stříbro | Bronz | Celkem |
| ------ | ----------- | ----- | ------- | ----- | ------ |
| 1.     | USA         | 8     | 3       | 3     | 14     |
| 2.     | Kanada      | 5     | 4       | 6     | 15     |
| 3.     | Jižní Korea | 4     | 3       | 7     | 14     |
| 4.     | Kazachstán  | 2     | 6       | 0     | 8      |
| 5.     | Čína        | 1     | 2       | 2     | 5      |
| 6.     | Tchaj-wan   | 1     | 1       | 0     | 2      |
| 7.     | Japonsko    | 0     | 2       | 2     | 4      |
| 8.     | Argentina   | 0     | 0       | 1     | 1      |